# Merelina
Merelina is een geslacht van weekdieren uit de klasse van de Gastropoda (slakken).

## Soorten
- Merelina avita Marwick, 1928 †
- Merelina cancellata Criscione & Ponder, 2011
- Merelina cheilostoma (Tenison-Woods, 1877)
- Merelina cochleata Powell, 1937
- Merelina compacta Powell, 1927
- Merelina coronata (Powell, 1926)
- Merelina crassissima Powell, 1937
- Merelina crispulata Powell, 1937
- Merelina crossaeformis (Powell, 1926)
- Merelina effodita Laws, 1950 †
- Merelina elegans (Angas, 1877)
- Merelina foliata (Suter, 1908)
- Merelina gracilis (Angas, 1877)
- Merelina harrisonae Powell, 1939
- Merelina hirta Criscione & Ponder, 2011
- Merelina kaawensis Laws, 1936 †
- Merelina lacunosa (Powell, 1940)
- Merelina lordhowensis Criscione & Ponder, 2011
- Merelina lyalliana (Suter, 1898)
- Merelina manawatawhia Powell, 1937
- Merelina maoriana Powell, 1939
- Merelina norfolkensis Criscione & Ponder, 2011
- Merelina pagodiformis (G. B. Sowerby III, 1914)
- Merelina paupereques Powell, 1937
- Merelina petronella (Melvill & Standen, 1901)
- Merelina pisinna (Melvill & Standen, 1896)
- Merelina plaga Finlay, 1926
- Merelina queenslandica Laseron, 1956
- Merelina rubiginosa Ponder, 1967
- Merelina saginata Laws, 1939 †
- Merelina superba Powell, 1927
- Merelina taupoensis Powell, 1939
- Merelina telkibana Ladd, 1966 †
- Merelina tricarinata (Powell, 1937)
- Merelina waiotemarama Laws, 1948 †
- Merelina waitangiensis Powell, 1933